# Peter Zumthor

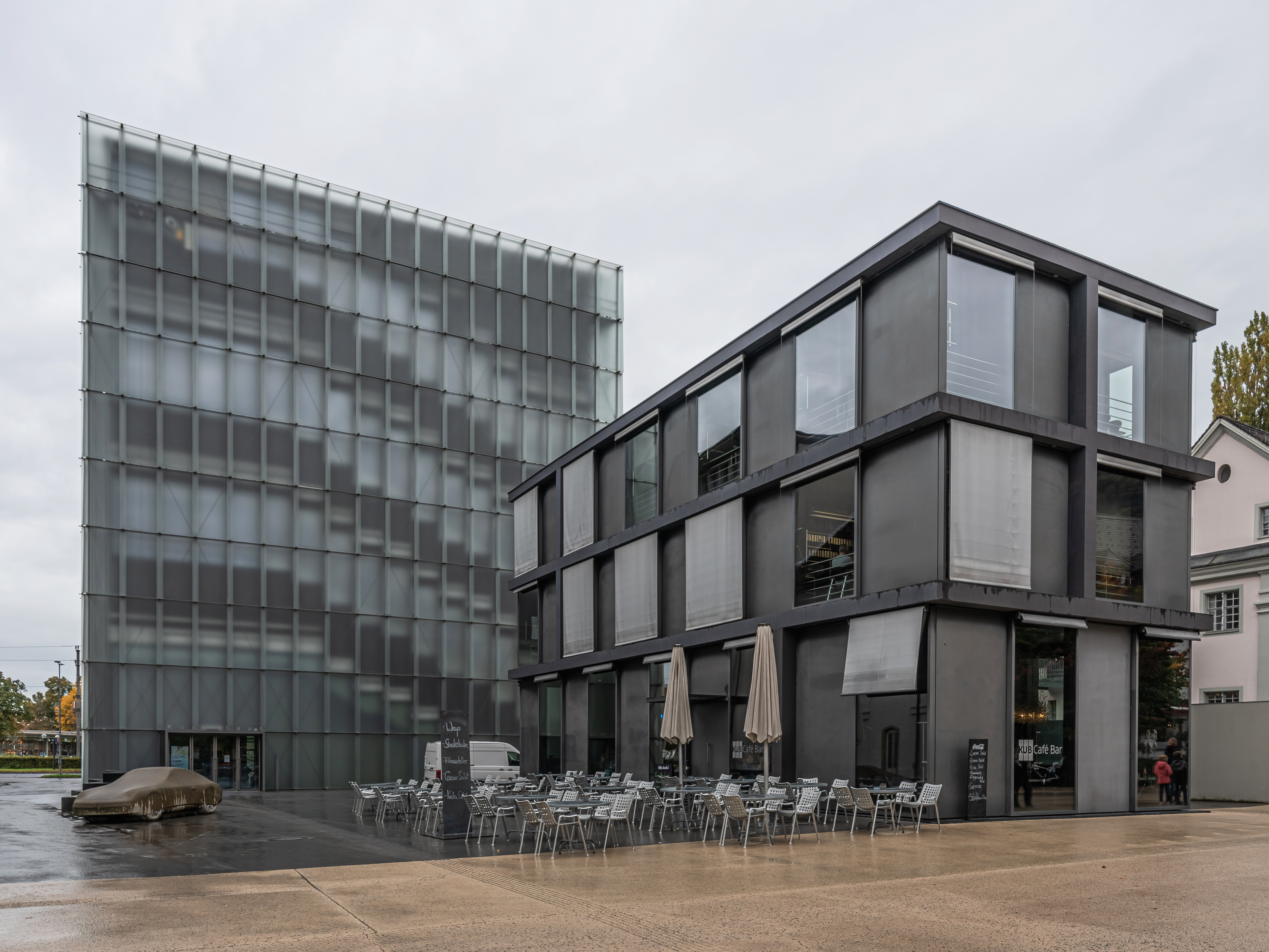
Kunsthaus Bregenz i Österrike.

Peter Zumthor, född 26 april 1943 i Basel, Schweiz, är en schweizisk arkitekt.
Peter Zumthor fick 1998 Europeiska unionens pris för samtidsarkitektur för Kunsthaus Bregenz. Han har också ritat bland andra bland badhuset i Vals i Schweiz, vilket blev färdigt 1996. Han har han även varit ansvarig arkitekt för det tillsammans med skulptören Louise Bourgeois skapade Steilneset minnested, ett minnesmärke över häxprocesserna i Vardø i Norge.
År 2009 fick Peter Zumthor Pritzkerpriset.

## Verk i urval
- 1983 Grundskola i Churwalden, Graubünden
- 1983 Haus Räth, Haldenstein, Graubünden
- 1986 Skydd för romersk utgrävmningsplats, Chur, Graubünden
- 1986 Atelier Zumthor, Haldenstein, Graubünden
- 1989 Den helige Benediktus kapell, Sumvitg, Graubünden
- 1990 Konstmuseum i Chur, Graubünden
- 1993 Bostadshus för äldre, Masans, Chur, Graubünden
- 1994 Gugalun House, Versam, Graubünden
- 1996 Spittelhof bostadsområde, Biel-Benken
- 1996 Therme Vals, Vals, Graubünden
- 1997 Kunsthaus Bregenz i Bregenz i Österrike
- 1997-2000 Schweiz Pavilion på Expo 2000 i Hannover iTyskland
- 1997 Villa i Küsnacht, Schweiz
- 1999 Cloud Rock Wilderness Lodge, Moab, Utah, USA
- 2007 Bruder Klaus Kapelle, Mechernich-Wachendorf, Tyskland
- 2007 Kolumbamuseet i Köln, Tyskland
- 2011 Steilneset minnested i Vardø i Norge
- 2011 Serpentine Gallery, paviljong i London

## Publikationer
- Thinking Architecture. Birkhäuser, Basel 1998.
- Atmospheres: Architectural Environments, Surrounding Objects. Birkhäuser, Basel 2006.
- Therme Vals. Scheidegger & Spiess, Zürich 2007.
- Dear to Me: Peter Zumthor in Conversation. Scheidegger & Spiess, Zürich 2021.

## Bildgalleri

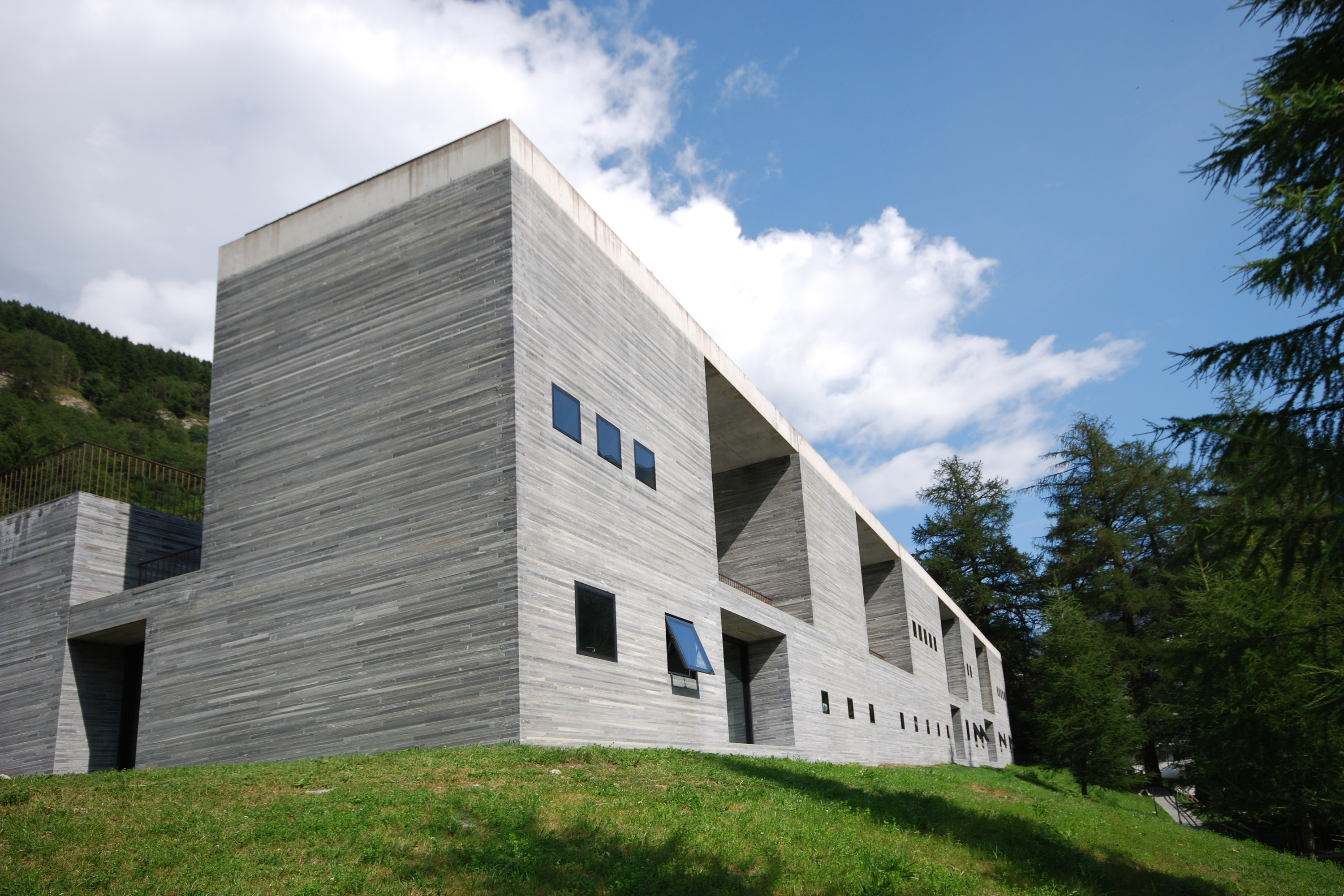
Termalbadhuset i Vals. Schweiz
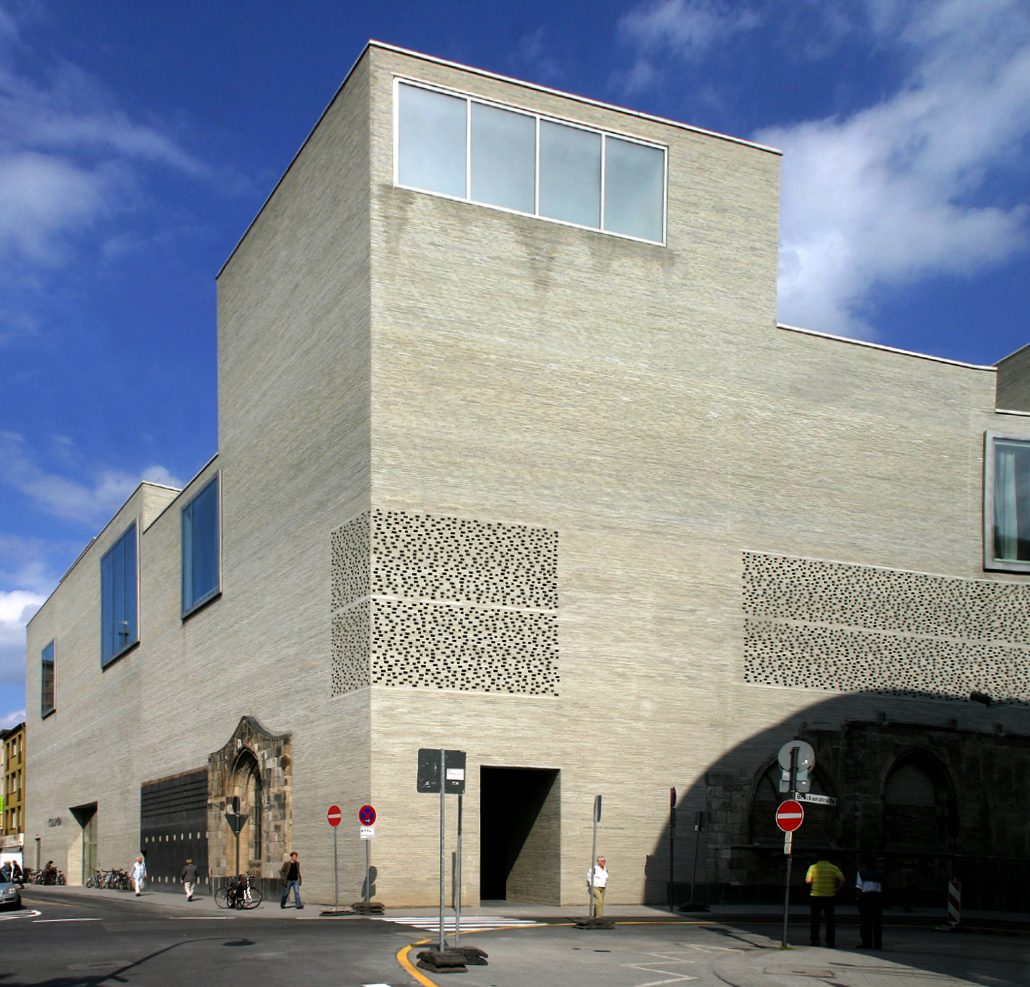
Konstmuseet Kolumba i Köln, Tyskland
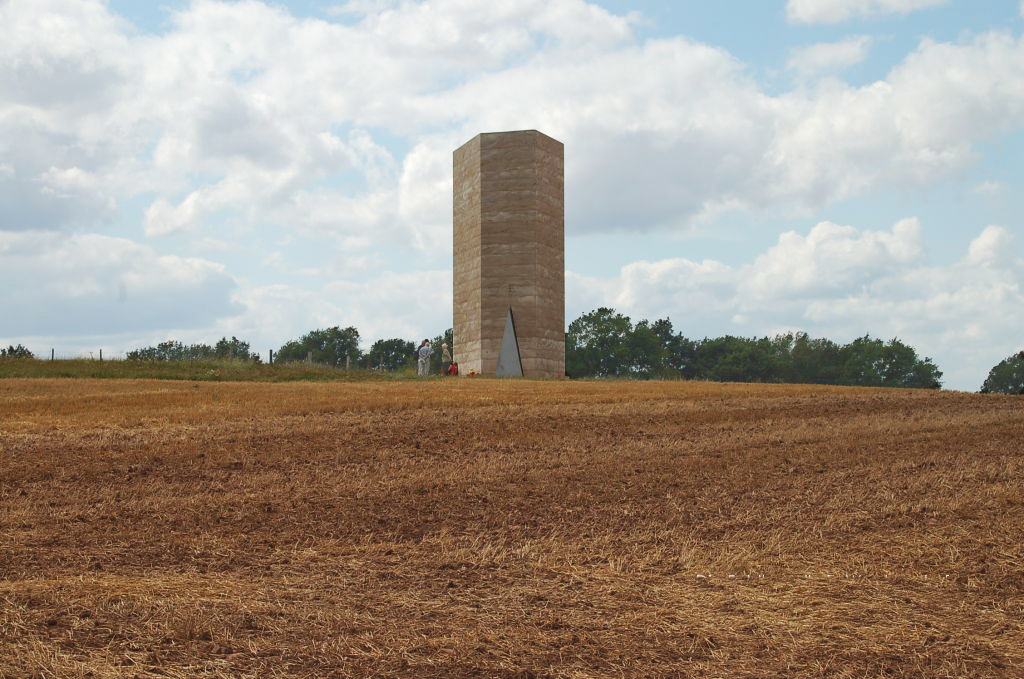
Fältkapell i Mechernich-Wachendorf, Tyskland
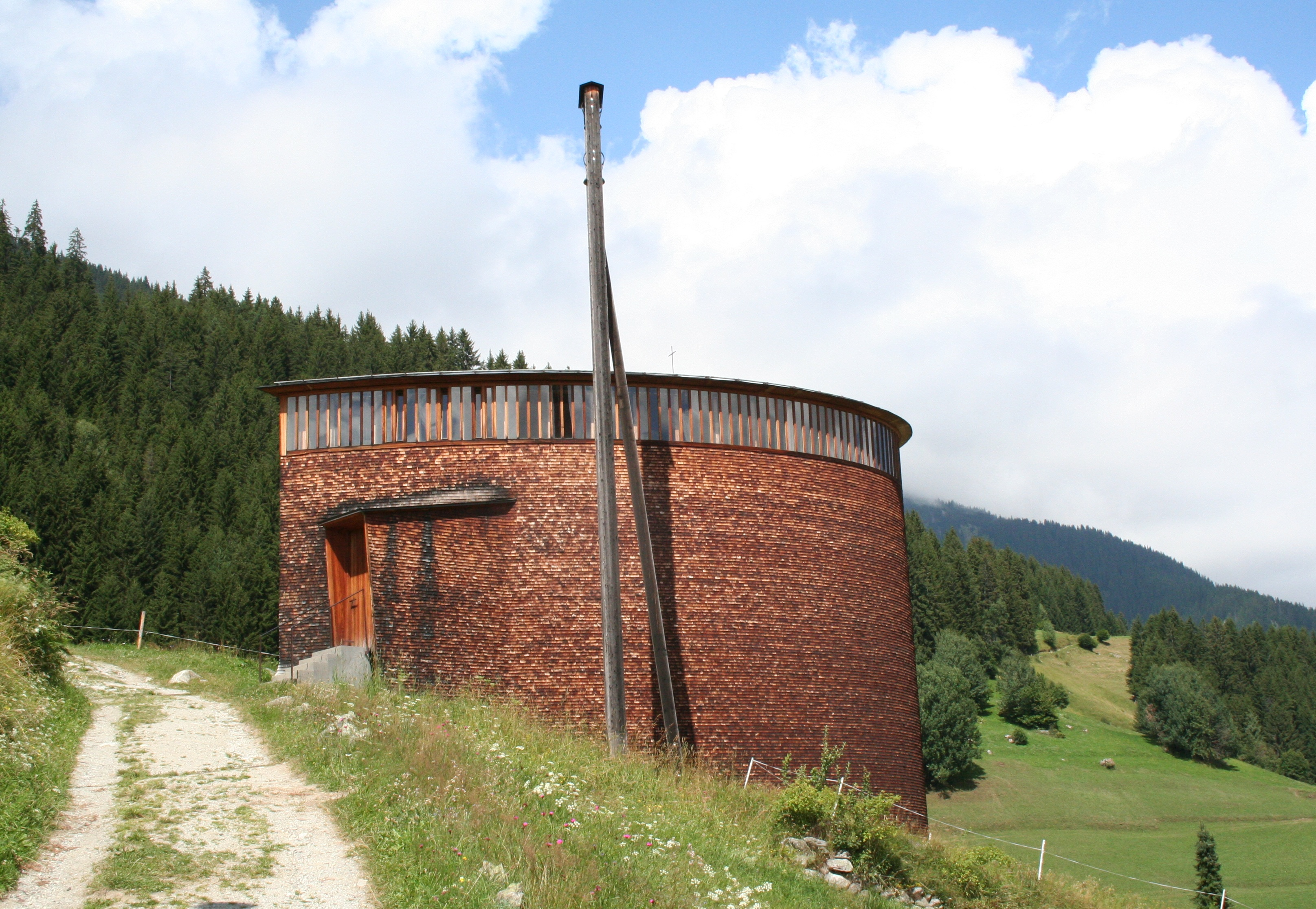
Caplutta Sogn Benedetg (Sankt Benedikts kapell) i Sumvitg, Schweiz
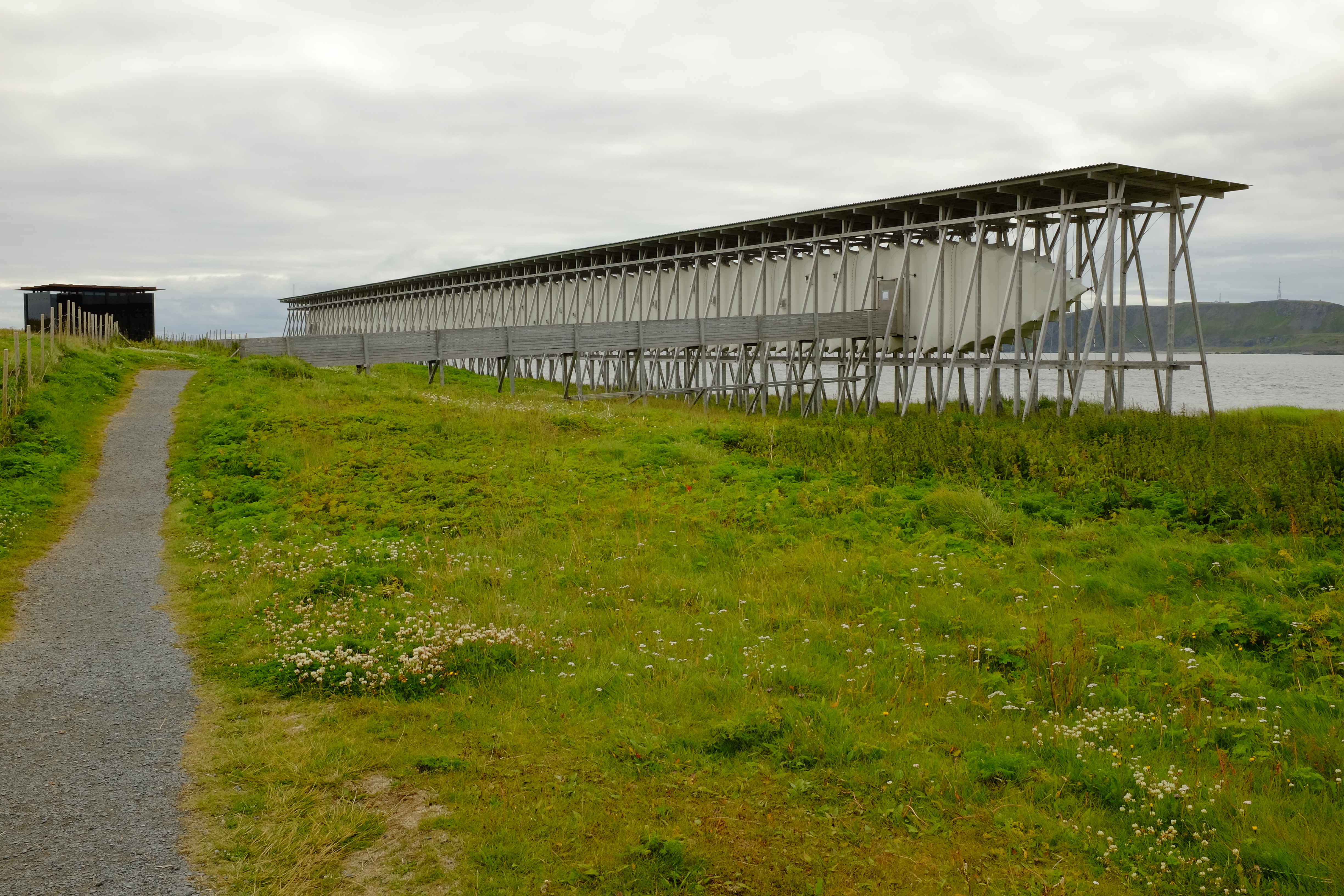
Steilneset minnested, Vardø, Norge